# قره‌تکانلو
قره‌تکانلو، روستایی در دهستان بران بخش بران شهرستان اصلاندوز در استان اردبیل ایران است.

## جمعیت
بر پایه سرشماری عمومی نفوس و مسکن در سال ۱۳۹۵، جمعیت این روستا برابر با ۳۰۸ نفر (۹۰ خانوار) بوده‌است.